# Ultra-Trail World Tour
Navigation
- 2014
- 2015
- 2016
- 2017
- 2018
- 2019
- 2020
- 2021

Compétition suivante
L'Ultra-Trail World Tour était une compétition internationale d'ultra-trail fondée en 2013 et dont la première édition a lieu en 2014. Elle a regroupé un circuit mondial de vingt-huit courses déjà existantes ; la première, Hong Kong 100, était disputée à Hong Kong en janvier et la dernière, Oman by UTMB, se tenait en décembre. Cette compétition s'est terminée en 2021 alors qu'elle a été rachetée par l'organisation de l'Ultra-Trail du Mont-Blanc, pour devenir l'UTMB World Series.

## Sélection des courses
Les courses de l'Ultra Trail World Tour représentent toute la diversité des courses de trails. Des terrains montagneux des Alpes, en passant par les plages de Hong-Kong, le défi physique et les qualités nécessaires pour gagner seront différentes selon les courses.
Afin d'être sélectionnée, chaque course doit remplir plusieurs critères :
- distance totale supérieure ou égale à 100 km
- site emblématique
- course populaire (environ 500 participants au minimum)
- événement international (20 nations représentées au minimum)
- au moins deux éditions réalisées

## Historique
En 2014, la première édition de l'Ultra-Trail World Tour réunit 10 courses à travers le monde et récompense un vainqueur homme et femme sur les trois meilleurs résultats de l'année.
En 2015, l'Eiger Ultra Trail intègre le circuit, suivi en 2016 par le Madeira Island Ultra Trail.
En 2017, le système de l'Ultra-Trail World Tour est significativement modifié. Onze nouvelles épreuves sont ajoutées et le système de points est repensé. En plus du vainqueur sur l'année, un classement mondial sur 3 ans est établi.
En 2018, les organisateurs du Grand Raid et, par conséquent, du Trail de Bourbon se retirent du calendrier UTWT 2018 en raison d'un désaccord quant à l'attribution des points.
En 2019, le Marathon des sables s'est aussi retiré du circuit.
La saison 2020 est marquée par de nombreuses modifications au calendrier du circuit mondial, entre les différents reports et annulations d'épreuves, en raison de la pandémie de Covid-19.
En 2021, l'Ultra-Trail World Tour comptait 28 événements organisés dans 22 pays et 5 continents. Le calendrier initial - qui comprenait des courses à Hong-Kong, en Espagne, en Nouvelle-Zélande, au Japon, en Australie, aux États-Unis, en France et en Suisse - a été complété par des événements au Royaume-Uni, en Suède et en Thaïlande.
L'année 2021 marque la dernière édition de cette compétition, remplacée par l'UTMB World Series.

## Règlement
En 2021, l’Ultra-Trail World Tour continue à rassembler les meilleurs athlètes de la discipline en proposant un classement en temps réel, un titre de champion annuel, des primes et une prise en charge des déplacements avantageuse. À noter que le classement est toujours calculé sur les quatre meilleurs résultats de chaque athlète. En 2021, ont été pris en compte les points des 36 derniers mois après l’annulation du classement de l’édition 2020 pour cause de pandémie.

## Programme
| Nom de la course                     | Pays                   | Depuis | Date      | Statut (2019) |
| ------------------------------------ | ---------------------- | ------ | --------- | ------------- |
| Hong Kong 100                        | Hong Kong              | 2014   | Janvier   | UTWT 1000     |
| Tarawera Ultramarathon               | Nouvelle-Zélande       | 2014   | Février   | UTWT 1000     |
| 100 Miles of Istria Ultra Trail      | Croatie                | 2017   | Avril     | UTWT 1000     |
| Madeira Island Ultra-Trail           | Portugal               | 2016   | Avril     | UTWT 1500     |
| Penyagolosa Trails                   | Espagne                | 2017   | Avril     | UTWT 1000     |
| Ultra-Trail Mt.Fuji                  | Japon                  | 2014   | Avril     | UTWT 1000     |
| The Whaler's Great Route Ultra-Trail | Portugal               | 2020   | Mai       | UTWT 500      |
| Volvic Volcanic Experience           | France                 | 2020   | Mai       | UTWT 500      |
| 100 Australia                        | Australie              | 2014   | Mai       | UTWT 1500     |
| Ultra-Trail Snowdonia                | Royaume-Uni            | 2021   | Juin      | UTWT 500      |
| Mozart 100                           | Autriche               | 2017   | Juin      | UTWT 1000     |
| Western States Endurance Run         | États-Unis             | 2014   | Juin      | UTWT 1500     |
| Val d’Aran by UTMB                   | Espagne                | 2020   | Juillet   | UTWT 500      |
| Eiger Ultra Trail                    | Suisse                 | 2015   | Juillet   | UTWT 1000     |
| RZD Golden Ring Ultra Trail 100      | Russie                 | 2020   | Août      | UTWT 500      |
| TDS                                  | France, Italie, Suisse | 2017   | Août      | UTWT 1000     |
| CCC                                  | France, Italie, Suisse | 2017   | Août      | UTWT 1500     |
| Ultra-Trail du Mont-Blanc            | France, Italie, Suisse | 2014   | Août      | UTWT 2000     |
| Ultra-Trail Harricana du Canada      | Canada                 | 2017   | Septembre | UTWT 500      |
| Transjeju                            | Corée du Sud           | 2020   | Octobre   | UTWT 500      |
| Ultra-Trail Ninghai                  | Chine                  | 2020   | Octobre   | UTWT 500      |
| Cappadocia Ultra Trail               | Turquie                | 2017   | Octobre   | UTWT 1000     |
| Javelina Jundred                     | États-Unis             | 2017   | Octobre   | UTWT 500      |
| Kullamannen                          | Suède                  | 2021   | Novembre  | UTWT 500      |
| Thailand by UTMB                     | Thaïlande              | 2021   | Novembre  | UTWT 500      |
| Panda Trail by UTMB                  | Chine                  | 2021   | Novembre  | UTWT 500      |
| Ultra-Trail Cape Town                | Afrique du Sud         | 2017   | Décembre  | UTWT 1000     |
| Oman by UTMB                         | Oman                   | 2020   | Décembre  | UTWT 500      |

### Anciennes courses du calendrier
Ces courses ont figuré au moins une fois au calendrier officiel UTWT.
| Nom de la course    | Pays   | Date        |
| ------------------- | ------ | ----------- |
| Grand Raid          | France | 2014 - 2017 |
| Trail de Bourbon    | France | 2017        |
| Marathon des Sables | Maroc  | 2014 - 2018 |

## Palmarès

### Hommes
| Édition | Or                             | Argent                | Bronze                       |
| ------- | ------------------------------ | --------------------- | ---------------------------- |
| 2014    | François D'Haene               | Ryan Sandes           | Gediminas Grinius            |
| 2015    | Antoine Guillon                | Gediminas Grinius     | Freddy Thévenin              |
| 2016    | Gediminas Grinius              | Javier Dominguez-Ledo | Pau Capell                   |
| 2017    | François D'Haene - 2e victoire | Pau Capell            | Tom Evans                    |
| 2018    | Pau Capell                     | Jordi Gamito          | Min Qi                       |
| 2019    | Pau Capell - 2e victoire       | Jiasheng Shen         | Pablo Villa Xavier Thévenard |
| 2020    | Pas de classement,.            | Pas de classement,.   | Pas de classement,.          |
| 2021    | Pau Capell - 3e victoire       | Tim Tollefson         | Ho Chung Wong                |

### Femmes
| Édition | Or                               | Argent              | Bronze                        |
| ------- | -------------------------------- | ------------------- | ----------------------------- |
| 2014    | Núria Picas                      | Fernanda Maciel     | Nathalie Mauclair             |
| 2015    | Núria Picas - 2e victoire        | Dong Li             | Nathalie Mauclair             |
| 2016    | Caroline Chaverot                | Andrea Huser        | Uxue Fraile Azpeitia          |
| 2017    | Andrea Huser                     | Núria Picas         | Émilie Lecomte                |
| 2018    | Miao Yao                         | Francesca Canepa    | Kelly Wolf Courtney Dauwalter |
| 2019    | Courtney Dauwalter               | Kaytlyn Gerbin      | Maite Maiora                  |
| 2020    | Pas de classement,.              | Pas de classement,. | Pas de classement,.           |
| 2021    | Courtney Dauwalter - 2e victoire | Fuzhao Xiang        | Kaytlyn Gerbin                |